# OKB-1 EF 140
Das OKB-1 EF 140 war ein sowjetisches Experimentalflugzeug mit negativer Flügelpfeilung von 1948.

## Entwicklung
Das EF 140 basierte auf dem deutschen Strahlbomber Junkers Ju 287 von 1944, dessen Besonderheit die negative Flügelpfeilung war. Diese sollte die „Hebelwirkung“ der am Pfeilflügel nach hinten verlaufenden Stoßwellen reduzieren. Bei positiver Pfeilung laufen die Stoßwellen nach außen, bei negativer nach innen, zum Rumpf hin. Daher wird die Hebelwirkung nahezu aufgehoben.
Die Entwicklung wurde von 1946 in die Sowjetunion verbrachten deutschen Ingenieuren der Junkerswerke in Podberesje durchgeführt, deren Leiter Brunolf Baade war. Das Flugzeug ähnelte der Ju 287, war aber ein Neuentwurf. Es war der Nachfolger des EF 131.
Es entstand nur ein EF 140 durch Umbau des EF-131-Prototypen, der nun von zwei Mikulin-AM-TKRD-01-Triebwerken angetrieben wurde und Tragflächen mit geändertem Profil erhielt. Den Erstflug führte eine deutsche Besatzung unter Paul Jülge am 30. September 1948 in Tjoply Stan durch.
Das EF 140 war zunächst als Bomber konzipiert, wurde aber während der Erprobung zu einem Aufklärer umgebaut. So entstand die Variante EF 140R mit größerer Spannweite, Flügelendtanks und Klimow-WK-1-Triebwerken. Der Erstflug des EF 140R erfolgte am 12. Oktober 1949 wiederum mit Jülge sowie ein weiterer am 20. Oktober; die weitere Erprobung wurden von sowjetischen Besatzungen durchgeführt. Die Entwicklung wurde wegen starker, nicht behebbarer Schwingungen des Tragflügels abgebrochen. Der letzte Flug fand am 24. März 1950 statt, am 18. Juni des Jahres wurde die Einstellung des Programms angeordnet.
1950 wurde auch die Entwicklung des nächsten Prototypen EF 140 B/R ohne dessen Erstflug eingestellt.

## Technische Daten
| Kenngröße             | OKB-1 EF 140           | OKB-1 EF 140R     |
| --------------------- | ---------------------- | ----------------- |
| Besatzung             | 4                      | 4                 |
| Länge                 | 19,50 m                | 19,50 m           |
| Spannweite            | 19,40 m                | 21,90 m           |
| Höhe                  | 5,70 m                 | 5,70 m            |
| Flügelfläche          | 58 m²                  | 61 m²             |
| Pfeilung              | −20°                   | −20°              |
| Antrieb               | 2 × Mikulin AM-TKRD-01 | 2 × Klimow WK-1   |
| Schub                 | je 3.300 kg            | je 2.700 kg       |
| Höchstgeschwindigkeit | 904 km/h               | 837 km/h          |
| Landegeschwindigkeit  | 205 km/h               | 205 km/h          |
| Reichweite            | 2.000 km               | 3.600 km          |
| Dienstgipfelhöhe      | 11.700 m               | 14.100 m          |
| Leermasse             | 12.500 kg              |                   |
| Startmasse            | 23.000 kg              | 25.540 kg         |
| Abwehrbewaffnung      | 4 × 20-mm-Kanonen      | 4 × 23-mm-Kanonen |
| Bombenlast            | 1.500 kg               | –                 |